# Henrik Herman Israel Schierman
Henrik Herman Israel Schierman, född 10 juli 1807 i Askeby socken, Östergötland, död i juli 1857 på Java, var en svensk kameral statstjänsteman och tecknare.
Han var son till kyrkoherden Johan Fredrik Scherman och Maria Ulrika Wong. Schierman blev student vid Uppsala universitet 1826 och avlade en kameralexamen 1831 varefter han anställdes som kammarskrivare vid statskontoret 1833. Han var tillförordnad kammarförvant där 1840–1847. Han rymde från landet 1847 på grund av husliga bekymmer och svårt ekonomiskt obestånd och lyckades efter växlande öden slutligen få en något så när tryggad tillvaro på Java 1855 där han anställdes som tecknare av obekanta blommor och växter vid den botaniska trädgården Buitenzorg, Java. Under sin tid i Java kallade han sig Ljung. 